# Lista de ex-empregados da Impact Wrestling (D–H)
A Total Nonstop Action Wrestling (TNA) é uma promoção de wrestling profissional localizada em Nashville, Tennessee. Ex-empregados da TNA incluem lutadores, managers, comentaristas, locutores, repórteres, árbitros, treinadores, roteiristas, executivos e diretores.
Os empregados recebem contratos de desenvolvimentos a décadas. Eles aparecem em programas de televisão da TNA, pay-per-views e eventos ao vivo. Outros também lutaram no antigo território de desenvolvimento da empresa, a Ohio Valley Wrestling (OVW). Aqueles que realizaram aparições sem contratos e aqueles que foram demitidos mas estão empregados hoje não foram incluídos.

## Ex-empregados

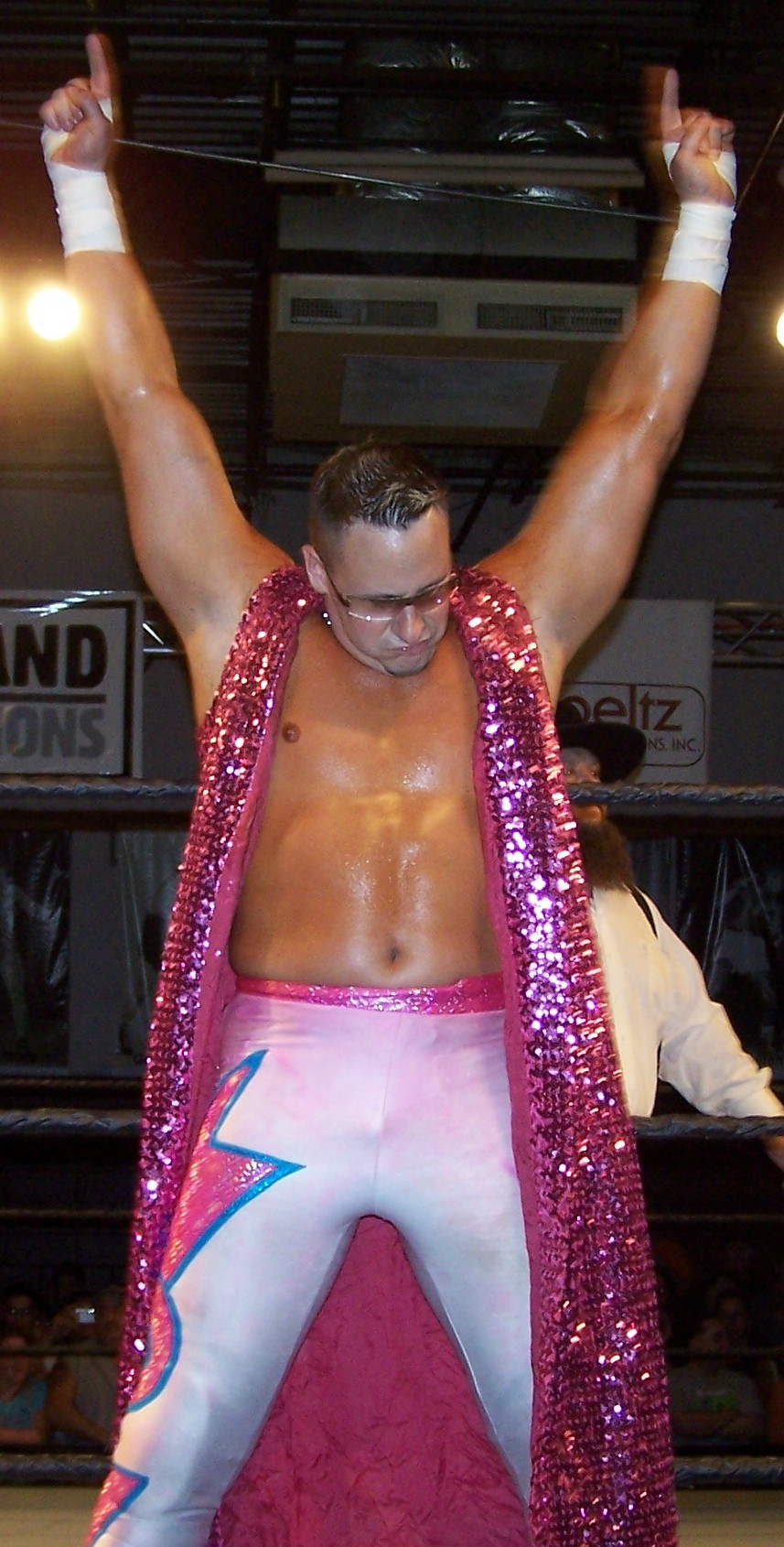
Danny Doring

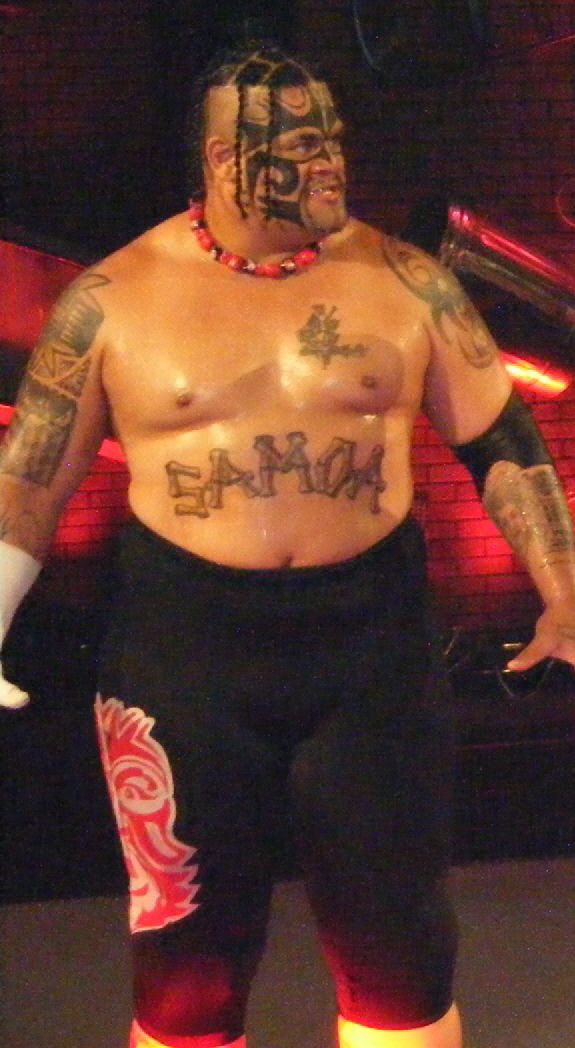
Ekmo Fatu

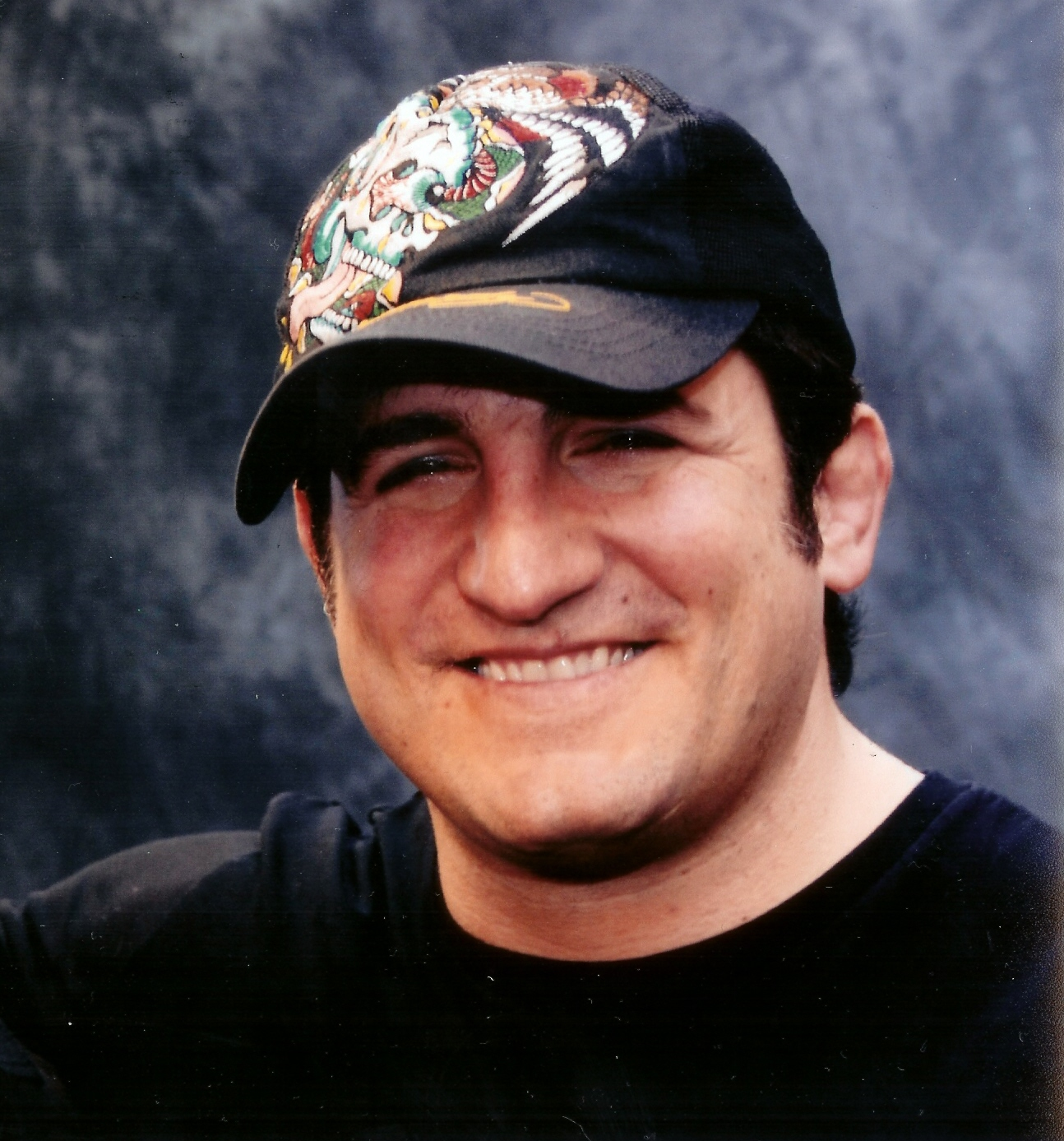
Glenn Gilbertti

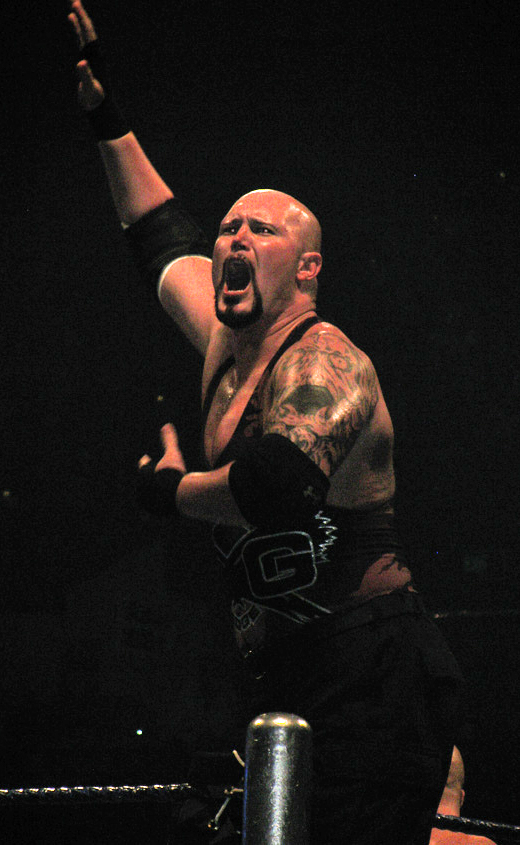
Drew Hankinson

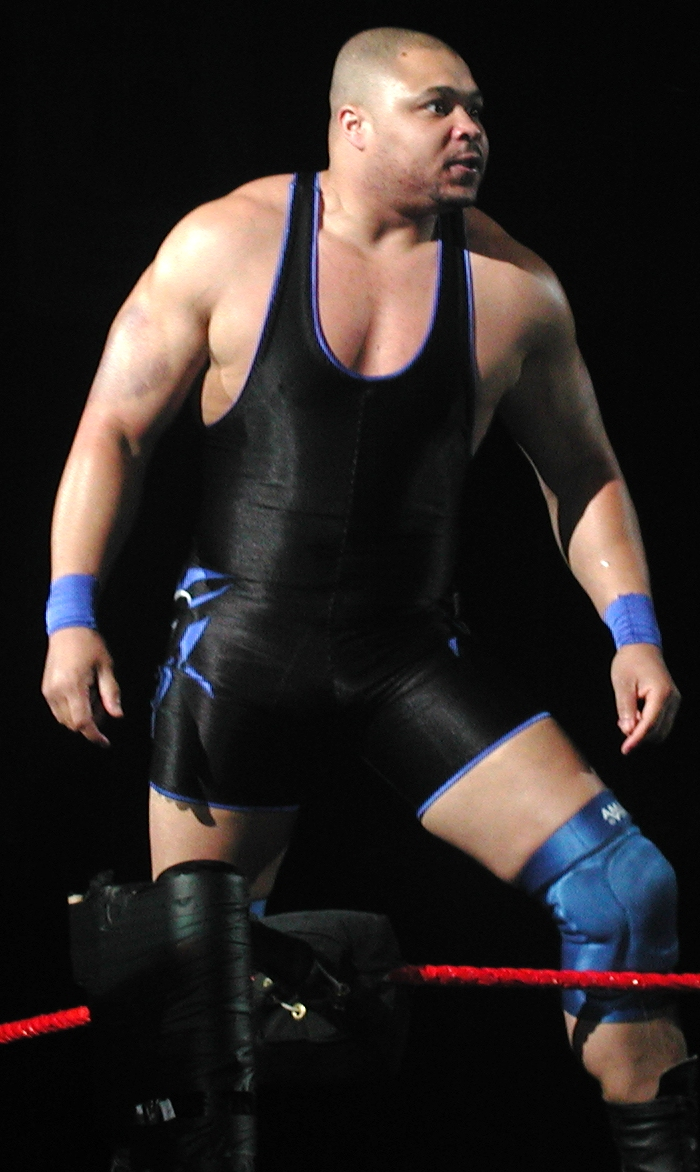
D'Lo Brown

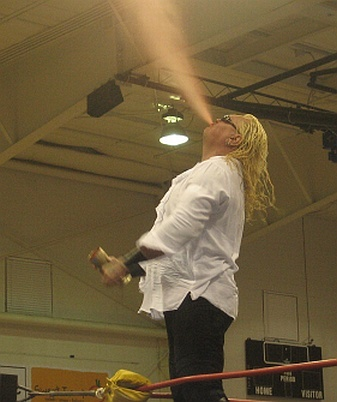
Vampire Warrior

| Nome:                | Nome no ringue(s):                                 | Passagem(ens):           | Notas:              |
| -------------------- | -------------------------------------------------- | ------------------------ | ------------------- |
| Desconhecido         | Dagon Briggs                                       | 2002 2003 2004           | [ 3 ]               |
| Desconhecido         | Daizee Haze Daisy Haze                             | 2003 2004 2008           | [ 3 ] [ 4 ]         |
| Desconhecido         | Damian                                             | 2003                     |                     |
| Desconhecido         | Damien Dothar                                      | 2003                     |                     |
| Desconhecido         | Danielle                                           | 2008                     |                     |
| Desconhecido         | Danny B. Goodie                                    | 2003                     | [ 3 ]               |
| Desconhecido         | Danny Daniels                                      | 2004                     | [ 3 ]               |
| Desconhecido         | Danny Jaxx                                         | 2004                     | [ 3 ]               |
| Desconhecido         | Dave Greco                                         | 2006                     |                     |
| Desconhecido         | Delicio                                            | 2003                     | [ 3 ]               |
| Desconhecido         | DeLuc                                              | 2003                     | [ 3 ]               |
| Desconhecido         | Dimitris                                           | 2004                     |                     |
| Desconhecido         | Dirk Ciglar                                        | 2004                     | [ 3 ]               |
| Desconhecido         | Dirty Money                                        | 2004                     | [ 3 ]               |
| Desconhecido         | Drew Johnson                                       | 2004                     | [ 3 ]               |
| Desconhecido         | Dustin Starr                                       | 2003                     | [ 3 ]               |
| Desconhecido         | Dylan Kage                                         | 2003                     | [ 3 ]               |
| Desconhecido         | Eddie Graves                                       | 2010                     |                     |
| Desconhecido         | Fast Eddie Eddie Villa                             | 2003 2004                | [ 3 ]               |
| Desconhecido         | Gabe Roach                                         | 2004                     | [ 3 ]               |
| Desconhecido         | Gage Octane                                        | 2003                     | [ 3 ]               |
| Desconhecido         | Guy Blake                                          | 2010                     |                     |
| Desconhecido         | Havok                                              | 2003                     | [ 3 ]               |
| Desconhecido         | Henry Hoss                                         | 2003                     |                     |
| Desconhecido         | Hollywood                                          | 2002                     | [ 5 ]               |
| Desconhecido         | Human Time Bomb                                    | 2003                     |                     |
| Dakota Darsow        | Dakota Darsow                                      | 2011 2012                |                     |
| Dale Torborg         | Dale Torborg                                       | 2005 2007                | [ 6 ]               |
| Damon Kendrick       | Flip Cassanova                                     | 2012                     |                     |
| Dan Morrison         | Danny Doring                                       | 2003                     |                     |
| Dan Velten           | Ryan Ash                                           | 2003                     | [ 3 ]               |
| Daniel Engler        | Rudy Charles                                       | 2002-2009                |                     |
| Daniel Hollie        | Damaja                                             | 2007                     | [ 7 ]               |
| Daniel Lyon          | Super Dragon                                       | 2004                     | [ 8 ]               |
| Daniel Purham        | Danny Dominion                                     | 2003                     | [ 3 ]               |
| Dante Bonaduce       | Danny Bonaduce                                     | 2009                     |                     |
| Darnell Taylor       | Apollo Kahn                                        | 2004                     | [ 3 ]               |
| Dave Prazak          | Dave Prazak                                        | 2003–2004                |                     |
| Dave Taylor          | Dave Taylor                                        | 2004 2010                | [ 9 ]               |
| David Cash           | Kid Kash                                           | 2002–2005 2010 2011–2013 |                     |
| David Clutter        | Kimo                                               | 2010                     |                     |
| David Eckstein       | David Eckstein                                     | 2007                     | [ 6 ]               |
| David Fliehr         | David Flair                                        | 2002-2003                | [ 10 ]              |
| David Heath          | Vampire Warrior                                    | 2002 2003                | [ 11 ]              |
| David Lee            | Gutter                                             | 2004                     |                     |
| David Penzer         | David Penzer                                       | 2005–2010                | [ 12 ]              |
| David Webber         | Mortimer Plumtree                                  | 2002                     | [ 5 ]               |
| David Young          | David Young                                        | 2002–2007                | [ 3 ] [ 13 ]        |
| Dean Allmark         | Xtreme Dean Allmark                                | 2004                     |                     |
| Dean Roll            | Shark Boy Dean Baldwin                             | 2002–2011                |                     |
| Debra Marshall       | Debra                                              | 2006                     |                     |
| Dennis Knight        | Dennis Knight                                      | 2005                     |                     |
| Dennis Stewart       | Derek Wylde                                        | 2002                     |                     |
| Derrick Taylor       | Derrick King                                       | 2002                     | [ 3 ]               |
| Devon Hughes         | Brother Devon Devon                                | 2005–2013                | [ 14 ]              |
| Devon Nicholson      | Hannibal                                           | 2007 2010                |                     |
| Dionicio Castellanos | Psicosis Psychosis                                 | 2002 2003–2004           | [ 5 ]               |
| D'Lo Brown           | D'Lo Brown                                         | 2009–2013                |                     |
| Don Callis           | Don Callis                                         | 2003–2004                | [ 15 ]              |
| Don Harris           | Don Harris                                         | 2002–2003 2004-2005      |                     |
| Don West             | Don West                                           | 2002–2012                |                     |
| Donna Adamo          | Elektra                                            | 2002                     | [ 16 ]              |
| Dorian Hill          | D-Ray 3000 Don Crisis                              | 2004-2005 2006           | [ 17 ]              |
| Dory Funk, Jr.       | Dory Funk, Jr.                                     | 2002 2006 2010           | [ 5 ] [ 12 ]        |
| Doug Basham          | Doug Basham Basham                                 | 2007                     | [ 7 ]               |
| Douglas Becker       | Adam Flash                                         | 2004                     | [ 18 ]              |
| Douglas Durdle       | Doug Williams Douglas Williams                     | 2008, 2010–2013          |                     |
| Drew Hankinson       | D.O.C. (Director of Chaos)                         | 2012–2013                | [ 19 ]              |
| Dustin Diamond       | Dustin Diamond                                     | 2002                     |                     |
| Dustin Runnels       | Black Reign Dustin Rhodes Seven                    | 2004–2005 2007–2008      | [ 20 ] [ 21 ]       |
| Ed Divorsky          | Ed Divorsky                                        | 2006                     | [ 3 ]               |
| Ed McGuckin          | Rubix                                              | 2012                     |                     |
| Eddie Fatu†          | Ekmo Fatu Ekmo Jamal                               | 2003-2004                | [ 22 ]              |
| Eduardo González     | Juventud Guerrera Juvi                             | 2002–2003 2004           | [ 8 ]               |
| Edward Chastain      | Iceberg Edward Chastain                            | 2003                     | [ 3 ]               |
| Edward Ferrara       | Ed Ferrara                                         | 2002 2009-2010           | [ 23 ]              |
| Edward Walker        | Vordell Walker                                     | 2004                     | [ 3 ]               |
| Elia Markopoulos     | Evan Markopoulos                                   | 2012                     |                     |
| Elijah Burke         | D'Angelo Dinero                                    | 2009–2013                |                     |
| Elizabeth Miklosi    | Cheerleader Valentina Lizzy Valentine VJ Love      | 2003 2009                | [ 3 ] [ 24 ] [ 25 ] |
| Elliott Sadler       | Elliott Sadler                                     | 2004                     |                     |
| Elvis Elliot         | Helvis Elvis Elliot Hellvis                        | 2003–2005                |                     |
| Elix Skipper         | Elix Skipper Primetime                             | 2002–2008                | [ 3 ] [ 26 ]        |
| Ephraim Vega         | Machete                                            | 2006–2007                |                     |
| Eric Casas           | Heavy Metal                                        | 2002–2003                |                     |
| Eric Lewis           | Eric Darkstorm                                     | 2004                     | [ 3 ]               |
| Erick Stevens        | Erick Stevens                                      | 2004                     | [ 27 ]              |
| Erik Watts           | Erik Watts La Parka                                | 2002–2005                | [ 28 ]              |
| Erin Bray            | Erin Bray                                          | 2002                     | [ 5 ]               |
| Ethan Hughz          | Ethan Hughz                                        | 2009                     |                     |
| Federico Palacios    | Federico Palacios                                  | 2011                     |                     |
| Francisco Islas      | Super Crazy                                        | 2003                     | [ 29 ]              |
| Francine Fournier    | Francine                                           | 2002                     | [ 30 ]              |
| Francois Miquet†     | Corsica Joe                                        | 2002–2003 2004           | [ 5 ]               |
| Frank Caiazzo        | Frankie Capone Francisco Ciatso                    | 2003 2004 2007           | [ 3 ]               |
| Frankie Kazarian     | Frankie B. Gerdelman                               | 2003-2014                |                     |
| Frank Parker         | Frank Parker                                       | 2002                     | [ 5 ]               |
| Frank Trigg          | Frank Trigg                                        | 2008                     |                     |
| Frank Wycheck        | Frank Wycheck                                      | 2007                     |                     |
| Frankie Sloan        | Frankie Sloan                                      | 2004                     | [ 3 ]               |
| Fred Rubenstein      | Mr. Fred                                           | 2003                     |                     |
| Gary Wolfe           | Gary Wolfe                                         | 2003                     | [ 3 ]               |
| Germán Figueroa      | Gran Apolo Apolo El Leon                           | 2002 2004 2005–2006 2007 | [ 31 ]              |
| Glenn Gilbertti      | Disco Inferno Glenn Gilbertti                      | 2002–2004 2007–2008 2011 | [ 32 ]              |
| Gregory Hemphill     | Greg Hemphill                                      | 2011                     |                     |
| Gilbert Corsey       | Gilbert Corsey                                     | 2013                     | [ 33 ]              |
| Gilbert Cosme        | Judas Mesias                                       | 2007–2008                | [ 34 ]              |
| Harry Del Rios       | Del Rios                                           | 2002                     | [ 5 ]               |
| Harley Race          | Harley Race                                        | 2002 2003 2004 2007      | [ 5 ]               |
| Héctor Solano        | Hector Garza                                       | 2004–2005                | [ 35 ]              |
| Hector Melendez      | Moody Melendez Hector Melendez Moody Jack Melendez | 2004–2006                |                     |
| Henry Faggart        | Jackie Fargo                                       | 2002                     | [ 5 ]               |
| Hirooki Goto         | Hirooki Goto                                       | 2006                     |                     |
| Hiroshi Tanahashi    | Tanahashi                                          | 2006 2008                | [ 36 ]              |
| Hunter Johnston      | Delirious                                          | 2003–2004 2005           | [ 37 ]              |

† Indica que o empregado é falecido.